# Stade Teofilo Patini
Le Stade Teofilo Patini est un stade de football localisé à Castel di Sangro en Italie.
Le Castel di Sangro Calcio joue ses matchs dans ce stade.
Il est construit en 1996 et accueille 7 220 spectateurs.